# Jorge Arreaza
Jorge Alberto Arreaza Monserrat (Caracas, 6 de junho de 1973) é um professor e político venezuelano. Foi Vice-presidente da Venezuela, de 9 de março de 2013 até 6 de janeiro de 2016.

## Biografia
George é filho de diplomatas, o que lhe permitiu viver, desde criança, em várias partes do mundo com os pais. Viveu em Curaçau (Antilhas Holandesas) e em Vigo (Espanha). É fluente em quatro idiomas: espanhol, holandês, francês e inglês.

### Titulação acadêmica
É graduado em Relações internacionais pela  Universidade Central da Venezuela e mestre em Estudos Políticos Europeus pela Universidade de Cambridge. Ele é bacharel em Estudos Internacionais da Universidade Central da Venezuela, foi uma doação da Fundação Gran Mariscal de Ayacucho durante a década de 1990.

### Participação no governo
Em novembro de 2005, assumiu o cargo de presidente da instituição Fundayacucho que concede bolsas de estudos a estudantes venezuelanos. Ele é casado desde 2007 com uma filha do falecido Presidente Chávez, Rosa Virginia Chávez, com quem tem dois filhos, conheceu-a enquanto estudavam na Escola de Estudos Internacionais da Universidade Central de Venezuela. Em janeiro de 2010 foi nomeado vice-ministro de Assessoramento Científico e Tecnológico, em 27 de novembro de 2011  assumiu o cargo de ministro da Ciência e Tecnologia. Durante sua administração impulsionou o projeto do governo venezuelano conhecido como computadores canaimas no ensino primário, o uso de satélites de Miranda e Bolívar e implementação da televisão digital terrestre na Venezuela. Após a morte de Chávez, em março 2013, o então presidente interino Nicolás Maduro o nomeia Vice-Presidente Executivo da República.
A 21 de abril de 2013 foi nomeado ministro da Ciência, Tecnologia e Inovação da Venezuela. No Brasil, o ex-vice-presidente José Alencar chegou a ocupar a vice-presidência e o cargo de Ministro da Defesa.

### Parentesco com situação e oposição
A oposição criticou sua nomeação devido a vínculos familiares que ele tem com uma das filhas do presidente Chávez, mas Arreaza também é primo e afilhado de Alberto Federico Rave Arreaza, homem poderoso e diretor do grupo Globovision, opositor ao Chavismo.